# CV-Chondrit
Die Gruppe der CV-Chondrite, Englisch CV chondrites, sind Steinmeteoriten, die zu der Klasse der kohligen Chondriten gerechnet werden.

## Etymologie

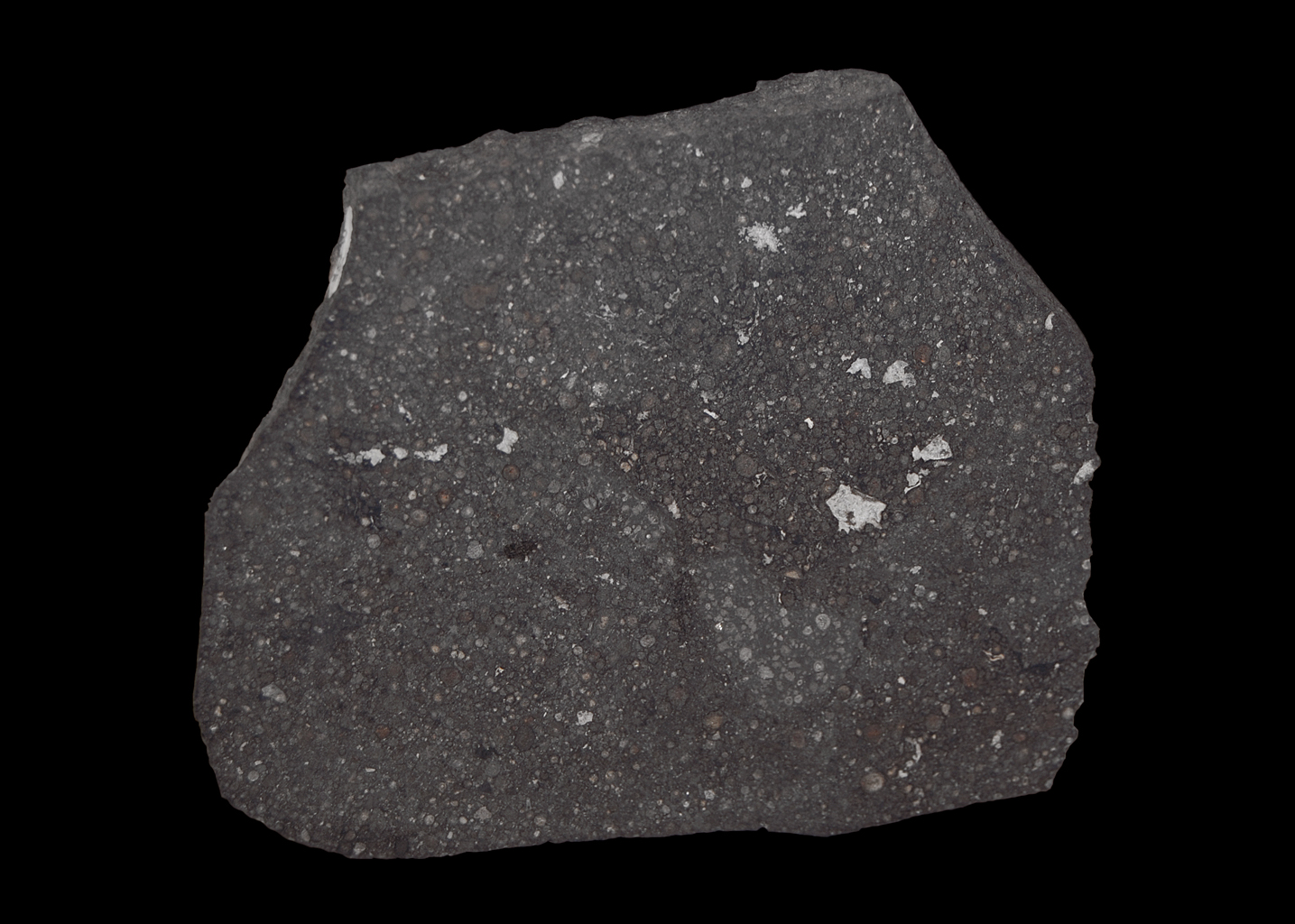
Der Vigarano-Meteorit vom Typ CV 3.1 bis 3.4

Die Bezeichnung Chondrite bezieht sich auf die in ihnen vorkommenden Chondren. Mit dem Wort Chondre (altgriechisch χόνδρος chóndros, deutsch ‚Graupe, Korn, rundliche Masse‘), bzw. Chondrule, werden millimetergroße Silikatkügelchen bezeichnet, welche in eine feinkörnige Grundmasse eingebettet sind.
CV geht auf C (für engl. Carbonaceous chondrites – kohlige Chondrite) und V für die Typlokalität Vigarano Mainarda in Italien zurück. Die Gruppe der CV-Chondrite wird daher auch als Vigarano-Gruppe bezeichnet.

## Einführung
Die kohligen CV-Chondrite liefern uns eine riesige Menge an Informationen über die operativen Prozesse im Frühen Sonnensystem. Nach ihrer Akkretion unterlagen sie zahlreichen Umwandlungen, darunter wässrige Alterationen, thermische Metamorphose und Metasomatose. Unter sämtlichen Meteoriten enthalten CV-Chondriten die größten refraktären Einschlüsse, vor allem die Calcium-Aliminium-reichen Einschlüsse (CAIs). Ihre besondere Bedeutung liegt in der Datierung und Interpretation lang- und kurzlebiger Radionuklide – vor allem, da die CAIs als gleichalt mit dem Beginn des Sonnensystems angesehen werden. Durch spezielle Chronometer wie 53Mn-53Cr konnten Akkretionsalter von CV3-Körpern mit zirka 1,8 bis 2,5 oder 3,2 bis 3,3 Millionen Jahre nach Bildung der CAIs festgelegt werden – d. h. nach T0 bzw. 4568,7 Millionen Jahre vor heute.

## Häufigkeit
CV-Chondrite sind recht häufig unter den kohligen Chondriten. Die Meteoritical Society führt jetzt als CV-Chondrite 525 Meteoriten – entsprechend 21 % sämtlicher kohligen Chondriten (im Jahr 2019 wurden noch 388 Meteoriten angegeben mit einer Häufigkeit von 19,5 %). Klassischerweise wird bisher angenommen, dass sie alle von einem einzigen Asteroiden stammen.

## Bekannte Fälle und Funde

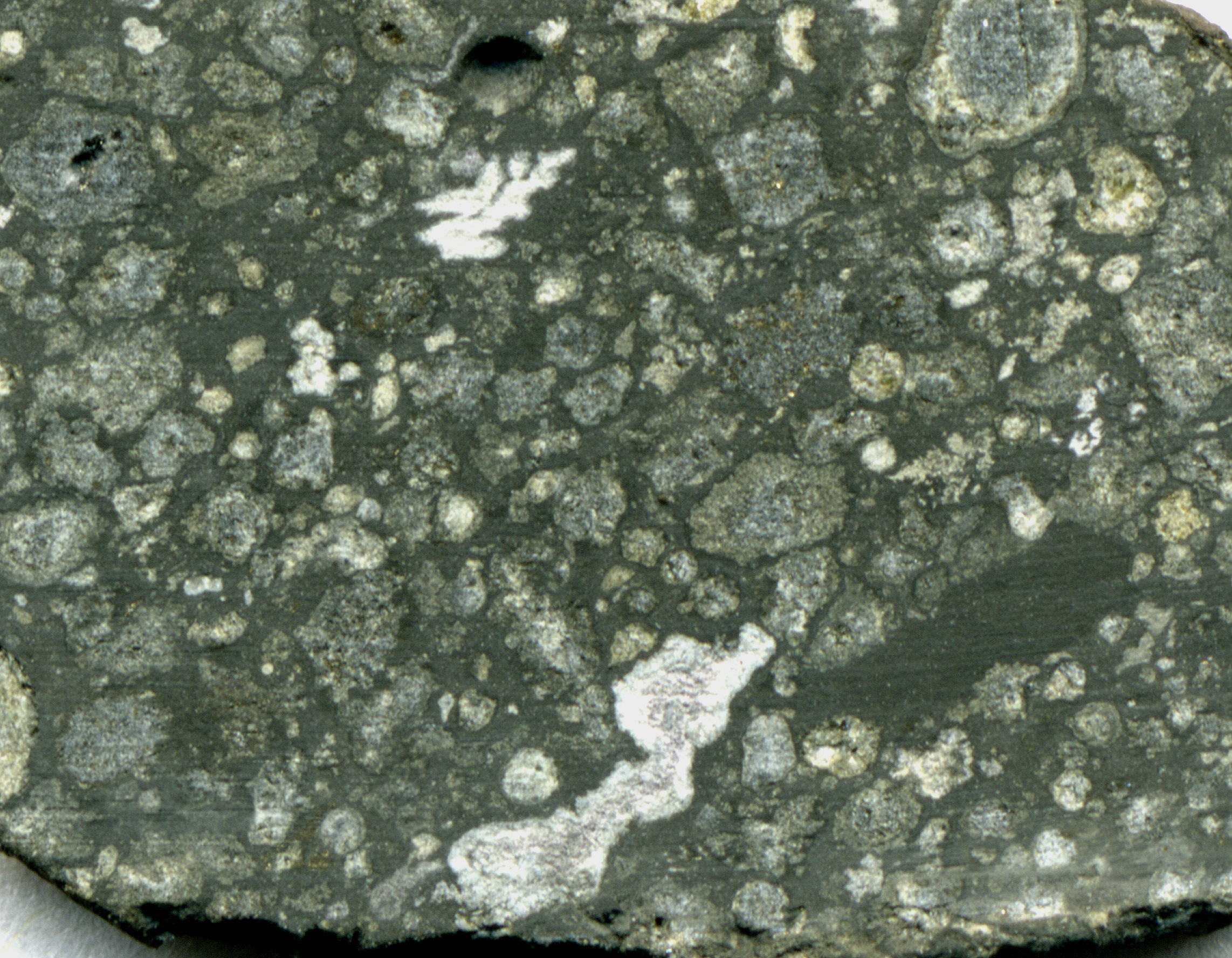
Der Allende-Meteorit mit Chondren, großen silbergrauen CAIs und großem dunklen Einschluss

Als bekannte Beispiele für CV-Chondriten sollen angeführt sein:
- Allende-Meteorit – oxidiert
- Axtell – oxidiert
- Bali – oxidiert
- Efremovka – reduziert
- Grosnaja – oxidiert
- Kaba – oxidiert
- Leoville – reduziert
- Mokoia
- Vigarano-Meteorit (Lithotyp) – reduziert

## Physiko-chemikalische Parameter

### Dichte
CV-Chondrite besitzen eine mittlere Gesamtdichte von 3120 Kilogramm/Kubikmeter – mit einer Streubreite von 2870 bis 3370 kg/m3. Sie sind wesentlich dichter als CI-Chondrite (1580 kg/m3), erreichen aber nicht die sehr hohe Dichte der CB-Chondrite (5250 kg/m3). Eine Erklärung für ihre recht hohe Dichte liefert die kompakte Grundmasse.

### Porosität
Ihre Porositäten sind stark schwankend und überdecken den Bereich 0,6 % bis 27,7 % (mit einem Durchschnittswert von 14,6 %). Diese Schwankungen machen sich nicht nur zwischen verschiedenen Fundstücken bemerkbar, sondern erscheinen auch innerhalb einer einzelnen Probe. Tatsächlich besteht ein starker Porositätsunterschied zwischen oxidierten (durchschnittlich 19,7 %) und reduzierten (durchschnittlich 3,6 %) Varietäten. Die Porosotätsunterschiede wirken sich wiederum auf die Dichten aus – so haben oxidierte CV-Chondrite eine wesentlich geringere Dichte als reduzierte Vertreter.

### Permeabilität
Auch die Permeabilitäten schwanken daher stark, wobei reduzierte Vertreter sehr niedrige Werte besitzen, oxidierte jedoch wesentlich höhere (so ist der Vigarano-Meteorit mit 0 bis 0,0001 Millidarcy praktisch undurchlässig, der Allende-Meteorit ist hingegen mit 0,22 bis 0,52 Millidarcy weitaus durchlässiger).

### Wasser- und Kohlenstoffgehalt
Ihr mittlerer Wassergehalt beträgt 2,5 Gewichtsprozent, ihr mittlerer Kohlenstoffgehalt 0,58 Gewichtsprozent. Laut Katharina Lodders (2021) beträgt der Kohlenstoffgehalt nur 0,49 Gewichtsprozent. Zum Vergleich: der Wassergehalt von CI-Chondriten beläuft sich immerhin auf 18,0 Gewichtsprozent – wobei deren Kohlenstoffgehalt mit 3,2 Gewichtsprozent ebenfalls sehr hoch ist. Der Kohlenstoffgehalt von CV-Chondriten ist generell sehr niedrig und erreicht beispielsweise im Allende-Meteoriten nur noch 0,29 Gewichtsprozent.

### Magnetische Suszeptibilität
Die Magnetische Suszeptibilität χ ist ebenfalls variabel aufgrund des Prozentualanteils magnetischer Minerale. Der Durchschnittswert für χmass beträgt 4,08x10−9 m3/kg. Oxidierte CV-Chondrite haben einen geringeren Wert von 3,84, reduzierte einen höheren von 4,86.

### Seismische Wellengeschwindigkeiten
Durchschnittliche seismische Wellengeschwindigkeiten schließlich liegen bei 2995 m/s für Kompressionswellen (mit einer Variationsbreite zwischen 1016 und 4203 m/s) und bei 1935 m/s für Scherwellen (mit einer Variationsbreite zwischen 665 und 2618 m/s). Auch hier hat die Porosität einen großen Einfluss. Das Verhältnis vp/vs variiert zwischen 1,47 und 1,64.

## Mineralogie

### Silikate
In CV-Chondriten erscheinen Silikate aller sechs strukturellen Gruppen:
- Nesosilikate wie Andradit und Forsterit
- Sorosilikate wie beispielsweise Melilith
- Zyklosilikate mit Cordierit
- Inosilikate wie Al-Ti-Diopsid und Grossmanit und
- Tektosilikate mit Anorthit und Nephelin.[12] Primäre Silikate treten in Chondren, AOAs, CAIs sowie in der Grundmasse auf. Primäre Phasen sind Olivin, Enstatit, Orthopyroxen, Diopsid, Al-Ti-Diopsid, Rhönit, Melilith, Cordierit und Anorthit. Sekundäre Silikate kommen in allen Hauptbestandteilen von CV-Chondriten vor, insbesondere jedoch in den beiden oxidierten Untergruppen. Sekundärphasen beinhalten eisenreichen Olivin und Fayalit, Hedenbergit, Diopsid und Salit, Nephelin, Sodalith, Grossular, Andradit, Wollastonit, Monticellit, sekundärer Anorthit, sekundärer Melilith
- Phyllosilikate.

#### Phyllosilikate
Phyllosilikate finden sich in der Grundmasse der CV-Chondrite, sie können aber auch durchaus CAIs und die Mesostasis von Chondren ersetzen.
Beispielsweise werden in oxidierten Baliartigen (siehe weiter unten) die Grundmassen-Olivinkörner von Saponit ersetzt. Oxidierte Allendeartige hingegen haben einen sehr niedrigen Wassergehalt von weniger als 0,2 Gewichtsprozent und besitzen anscheinend keine Phyllosilikate oder andere wasserhaltige Minerale in der Matrix. Auch die Dunklen Einschlüsse haben generell keine Phyllosilikate.
Alterierte Chondren und CAIs in Baliartigen führen verschiedene Phyllosilikate, darunter eisenhaltigen Saponit, Na-Phlogopit, aluminiumreiches Serpentin und Na-K-Glimmer. In CAIs des Allende-Meteoriten finden sich seltene Phyllosilikate wie Phlogopit, Montmorillonit, Clintonit, Margarit, Saponit und Chlorit. Phyllosilikate werden auch in einigen Chondren des Mokoia-Meteorits angetroffen (Saponit, Na-Phlogopit, Serpentin) – sowie in Chondren des Kaba-Meteorits (Saponit) und des Grosnaja-Meteorits (Chlorit, Saponit). Phlogopit, Clintonit, Margarit und Chlorit in den Allende CAIs sind thermisch stabiler als die Phyllosilikate der Baliartigen – konform mit den vermuteten höheren Metamorphosetemperaturen des Allende-Meteorits.
Auch durch Oxidation und Hydration können sich in stark verwitterten CV3-Chondriten Phyllosilikate entwickeln, welche aus mafischen Silikaten hervorgegangen sind.

### Nichtsilikate
Zu den nichtsilikatischen Mineralen in CV-Chondriten zählen die Metallelemente wie beispielsweise Osmium, Kupfer usw., Metalllegierungen (z. B. Awaruit und Taenit), Sulfide (wie Troilit und Pentlandit), Oxide (z. B. Korund und Hibonit), Hydroxide (beispielsweise Pyrochlor), Karbonate (z. B. Calcit), Sulfate (wie Baryt), Molybdate (z. B. Powellit), Wolframate (wie Scheelit) und Phosphate (Apatit und Merrillit). All diese Phasen finden sich in Chondren, CAIs, AOAs, Dunklen Einschlüssen und in der Grundmasse.

#### Karbonate
Karbonate sind relativ selten in CV-Chondriten. Nichtsdestoweniger erscheint Calcit als Akzessorie in einigen Dunklen Einschlüssen des Allende-Meteoriten – als Rissfüllung. Im Vigarano-Meteorit ersetzt Calcit Ca-reiches Pyroxen pseudomorph. Manche Autoren sind der Ansicht, dass sich Calcit womöglich während wässriger Alterationen des Mutterkörpers bildete oder eventuell erst durch terrestrische Verwitterung. Matrixbereiche im Bali-Meteorit enthalten Karbonat im Verband mit Phosphat und Magnetit.

#### Sulfide
Troilit bildet eine primäre Phase (oft im Zusammenhang mit metallischem Eisen-Nickel) in der Grundmasse, in Chondren und in CAIs einiger CV-Chondrite, insbesondere reduzierter CV-Chondrite. Pyrrhotit und Pentlandit bilden sekundäre Phasen, assoziiert mit Magnetit, welche in opaken Knollen im Allende-Meteorit und in oxidierten Allendeartigen auftreten. Im oxidierten Allendeartigen Axtell-Meteorit besteht das Sulfid hauptsächlich aus Troilit. Millerit findet sich in manchen CAIs des Typus B (siehe weiter unten). In CAIs vorkommende Fremdlinge enthalten mehrere Sulfide – beispielsweise Pentlandit, Molybdänit, Heazlewoodit, Pyrrhotit und die Mischungsreihe aus FeS-NiS Monosulfid.

#### Eisenoxide und Phosphate
In CV-Chondriten sind Eisenoxide und Phosphate Sekundärbildungen, entstanden während wässriger Alterationen. In einigen CAIs des Typus B werden Magnetit und Magnesiowüstit angetroffen. Die beiden Phasen kommen neben Vanadium-reichen Magnetit auch in einigen Fremdlingen vor. Magnetit tritt auch in AOAs des Mokoia-Meteorits auf. Ilmenit ist selten und kommt in CAIs einiger oxidierter CV-Chondrite vor. Hierbei scheint Ilmenit manchmal Perowskit zu ersetzen. Magnetit und Ilmenit erscheinen zusammen in der Grundmasse oxidierter CV-Chondrite. In Allende-Chondren wird viel Magnetit in großen opaken Knollen angetroffen, in welchen er Körner von Awaruit und Pentlandit umschließt. Merrillit bildet nahezu vollständige Ringe am Rand einiger opaker Knoten im Allende-Meteorit. Merrillit tritt auch zusammen mit Apatit in einigen Fremdlingen der CAIs des Allende-Meteoriten auf. Calcium-Phosphat (wahrscheinlich Merrillit) findet sich in Dunklen Einschlüssen im Allende-Meteorit.

### Verwitterung
Die terrestrische Verwitterung von Meteoriten beginnt mit ihrer Passage durch die Erdatmosphäre unter gleichzeitiger Bildung ihrer Schmelzkruste. In der Schmelzkruste befindlicher Magnetit entsteht während des Falls aus der Oxidation metallischen Eisen-Nickels sowie der Sulfide. Nach Erreichen der Erdoberfläche kann terrestrisches Wasser (in Form feuchter Luft und als Niederschlag) eine Oxidation von metallischem Eisen-Nickel, Sulfiden und Silikaten in CV-Chondriten bewirken (Oxide sind generell resistenter gegenüber terrestrischer Verwitterung). Die Verwitterung ganzer CV-Meteorite spielt sich in allen terrestrischen Environments ab – inklusive heiße Wüsten, Kältewüsten und sogar in Museumsvitrinen. Auf rund 24 % antarktischer CV-Chondriten haben sich Evaporitablagerungen angesammelt. Insolationserwärmung dieser Meteorite an windstillen Sommertagen wird durch ihre dunkle Schmelzkruste begünstigt. Dies kann zum Schmelzen des umgebenden Eises, zum Herauslösen von Mineralen und zum Wandern des mineralbeladenen Wassers an die Meteoritenoberfläche über Poren und Risse führen.
Die Verwitterungsprodukte von CV-Chondriten wurden bisher nur wenig untersucht. Der Allendeartige Axtell-Meteorit enthält Schwefel- und Nickelphasen, die offensichtlich ein terrestrisches Verwitterungsprodukt von Pentlandit darstellen. In einigen reduzierten CV-Chondriten wurde metallisches Eisen-Nickel zu Goethit umgewandelt. Im Jahr 2005 konnten Abreu und Brearley Adern aus Calciumkarbonat im Vigarano-Meteoriten feststellen. Sie waren kurzzeitiger Verwitterung ausgesetzt gewesen und daher wahrscheinlich terrestrischen Ursprungs. Zu den evaporitischen Phasen auf Chondritoberflächen zählen Magnesium- und Calciumkarbonate (darunter amorphes Magnesiumkarbonat) sowie Sulfate.

## Petrologie

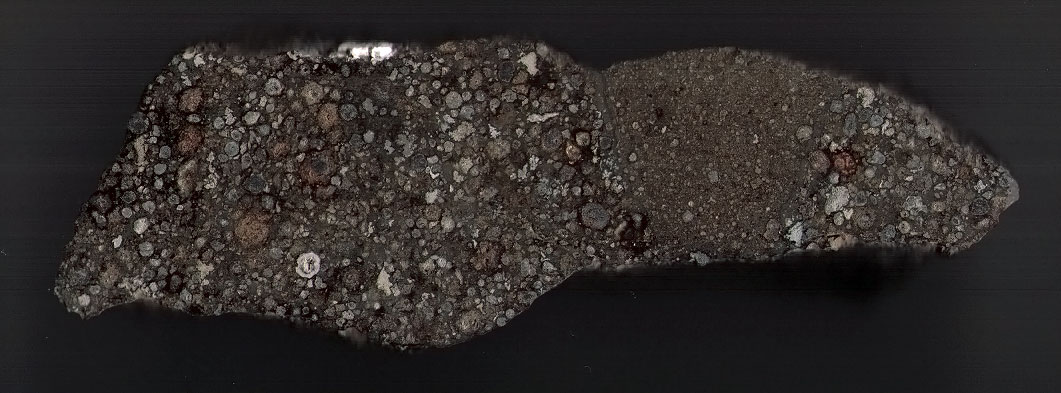
Der NWA 3118 – ein kohliger Chondrit des Typs CV3

Die CV-Chondriten stellen eine komplexe Gruppe kohliger Chondriten dar und manifestieren eine beträchtliche Vielfalt – was ihre Mineralogie, Oxidationsstufe, Gefügeeigenschaften und Metamorphose anbelangt.
Die geochemische und mineralogische Zusammensetzung der Gruppe CV ist den anderen kohligen Chondriten recht ähnlich. Kohlige Chondriten haben im Vergleich mit allen anderen Chondriten mit rund 25 Gewichtsprozent die höchsten FeO-Werte, besitzen aber so gut wie keinerlei metallisches Eisen und Eisen(II)-sulfid (FeS). Metallisches Eisen-Nickel erreicht maximal 4,6 Volumenprozent.
CV-Meteoriten zeichnen sich geochemisch aber auch dadurch aus, dass sowohl ihr Verhältnis Magnesium/Silizium und ihre Sauerstoffisotopen den auf der Sonne herrschenden Bedingungen sehr nahe kommen. Ihr Mg/Si-Verhältnis beträgt 1,08 bis 1,15 und ist somit am höchsten unter allen Chondriten. Dem vergleichbar ihr Verhältnis Calcium/Silizium, das ebenfalls am höchsten ist und zwischen 0,07 und 0,09 zu liegen kommt.

### Typologie
Es wird jetzt davon ausgegangen, dass der Typ CV 3 das Ausgangsmaterial, d. h. das primäre Nebelkondensat darstellt. Die Typen CV 4 bis CV 6 (und CV 7) repräsentieren hingegen die Auswirkungen prograder thermischer Metamorphose auf den Ausgangskörper. Die Typen CV 1 und CV 2 dürften wahrscheinlich die Produkte zunehmender wässriger Alteration des Ausgangskörpers darstellen.

### Unterteilung
CV-Chondrite werden in zwei Kategorien unterteilt – in eine reduzierte (CVRed) und in eine Oxidierte (CVOx) Untergruppe. Die Unterteilung basiert auf einer Anzahl von mineralogischen Kriterien, auf dem Nickelgehalt in Metallen und Sulfiden und auf dem modalen Verhältnis Magnetit zu Eisen-Nickel-Metalle. Berücksichtigt werden außerdem die modalen Verhältnisse Chondren zu Grundmasse und Sauerstoffisotopenzusammensetzungen.
Die oxidierte Untergruppe wurde ihrerseits sodann in zwei weitere Untergruppen aufgeteilt – in die Allendeartigen (CVOxA) und in die Baliartigen (CVOxB). Letztere Unterteilung fußt auf einer Kombination chemischer und petrographischer Kriterien. Von Bedeutung ist hierbei, welche Art von Sekundärmineralen während der wässrigen Alteration des Mutterkörpers entstanden waren. Die reduzierten CV-Chondrite besitzen ziemlich unveränderte Chondren und ihre Grundmasse ist feinkörnig. Im Gegensatz hierzu enthalten die Allendeartigen CVOxA eisenreichen Olivin (mit Fa30-60) sowie die Feldspatvertreter Nephelin und Sodalith, aber auch Magnetit und nickelreiche Sulfide. Die baliartigen CVOxB enthalten noch eisenreicheren Olivin (mit Fa95-100), Calcium-Eisen-Pyroxene (Fs10-50Wo45-50), Phyllosilikate (Saponit und Na-Phlogopit), Granat (Andradit), Magnetit und nickelreiche Sulfide. Manche CV3-Chondriten, wie beispielsweise Vigarano oder Mokoia, sind Brekzien, die aus bunt durchmischten Lithologien zusammengesetzt sind.
Da alle drei Untergruppen sehr ähnliche Verteilungen in ihren kosmischen Bestrahlungsaltern aufweisen, ist anzunehmen, dass sie alle drei auch von einem einzigen Mutterkörper stammen.

### Petrographie

#### Zusammensetzung
Petrographisch werden CV-Chondriten von Grundmasse (Matrix), Chondren, Calcium-Aluminium-reichen Einschlüssen (CAIs), amöboiden Olivinaggregaten (AOAs) und dunklen Einschlüssen (DIs) aufgebaut. Ihr Matrixgehalt ist relativ niedrig. Die Chondren in CV-Chondriten erreichen eine beträchtliche Größe und die CAIs sind recht häufig und werden über einen Zentimeter groß.
Die reduzierte Untergruppe präserviert in CV-Chondriten am besten die primären Nebelcharakteristika. Ihre Proben bestehen zu ungefähr 35 Volumenprozent aus feinkörnigem, silikatischen Matrixmaterial, zu 45 bis 55 Volumenprozent aus Chondren und Chondrenbruchstücken, zu rund 3 Volumenprozent aus CAIs, zu ebenfalls 3 Volumenprozent aus AOAs und zu rund 5 Volumenprozent aus außerhalb der Chondren befindlichen metallischem Eisen-Nickel und Sulfidkörnern. In der Grundmasse finden sich ferner rund 500 ppm an präsolaren Körnern und etwa 3 Volumenprozent organischer Materie (sowohl Verbindungen mit niedrigem Molekulargewicht als auch Makromoleküle von hohem Molekulargewicht).

#### Grundmasse (Matrix)
Die feinkörnige und optisch opake Grundmasse macht in CV-Chondriten rund 42 Volumenprozent aus, kann aber wie beispielsweise im Allende-Meteorit, bis auf 60 Volumenprozent ansteigen. Das Verhältnis Matrix/Chondren ist recht hoch und schwankt zwischen 0,5 und 1,2. Die Korngröße variiert zwischen 10 Nanometer (nm) und 5 Mikrometer (μm). Im Dünnschliff betrachtet erscheint die Grundmasse schwarz und opak. Sie umgibt Chondren, refraktäre Einschlüsse und andere Komponenten und füllt Zwickel und Zwischenräume.
Unter sehr hoher Vergrößerung lässt sich erkennen, dass Olivin das beherrschende Mineral ist. Hierbei handelt es sich um gleichmäßig verteilte, winzige, idiomorphe Olivinkristalle, die in einer opaken Masse verteilt sind. Der Olivin ist eisenreich mit einem durchschnittlichen Fayalitgehalt von 50 % (Fa50). Er enthält zahlreiche Einschlüsse an Ca-Fe-reichen Pyroxen, Nephelin und Pentlandit, auch Magnetit kann zugegen sein sowie schlecht graphitisierter Kohlenstoff.
Die opake Masse selbst besteht aus Pentlandit, Troilit und kleinen Körnern von Awaruit. Feinverteiltes kohlenstoffhaltiges Material trägt zur generellen Opazität der Grundmasse bei und überzieht die Olivine mit einer dünnen Schicht. Wie bereits angeführt sind CV-Chondrite jedoch insgesamt recht arm an Kohlenstoff. OH-führende Silikate sind selten und in Wasser gebildete Sulfate und Carbonate fehlen gänzlich.
Sämtliche CV-Chondrite enthalten diese feinkörnige Grundmasse mit zerkleinerten Chondrenfragmenten, dennoch bestehen signifikante Unterschiede in der Mineralogie der jeweiligen Subtypen. Die Grundmassen der reduzierten CV-Chondrite führen primäres Eisen-Nickel, Troilit und Niedrig-Ca-Pyroxen. Die Grundmassen der oxidierten CV-Chondriten weisen hingegen eine sehr diversifizierte Ansammlung sekundärer Minerale auf. In den Allendeartigen finden sich in der Hauptsache Calcium-Eisen-Pyroxen, Nephelin, Sodalith, Pentlandit, lattenartiges eisenreiches Olivin und wenig Magnetit. Die Baliartigen zeigen vermehrt Phyllosilikate, Fayalit, Calcium-Pyroxen, Magnetit, Andradit und wenig eisenreiches Olivin. Alterierte Grundmassenbereiche in der Vigarano CV3-Brekzie sind im Vergleich zum Gesamtgestein an Schwefel und Natrium abgereichert.
Matrixmaterial tritt in CV-Chondriten auch als diskrete, millimetergroße Klumpen auf. Diese enthalten Pyroxene (Salit-Hedenbergit-Mischreihe) ± Granat (Andradit).

#### Chondren

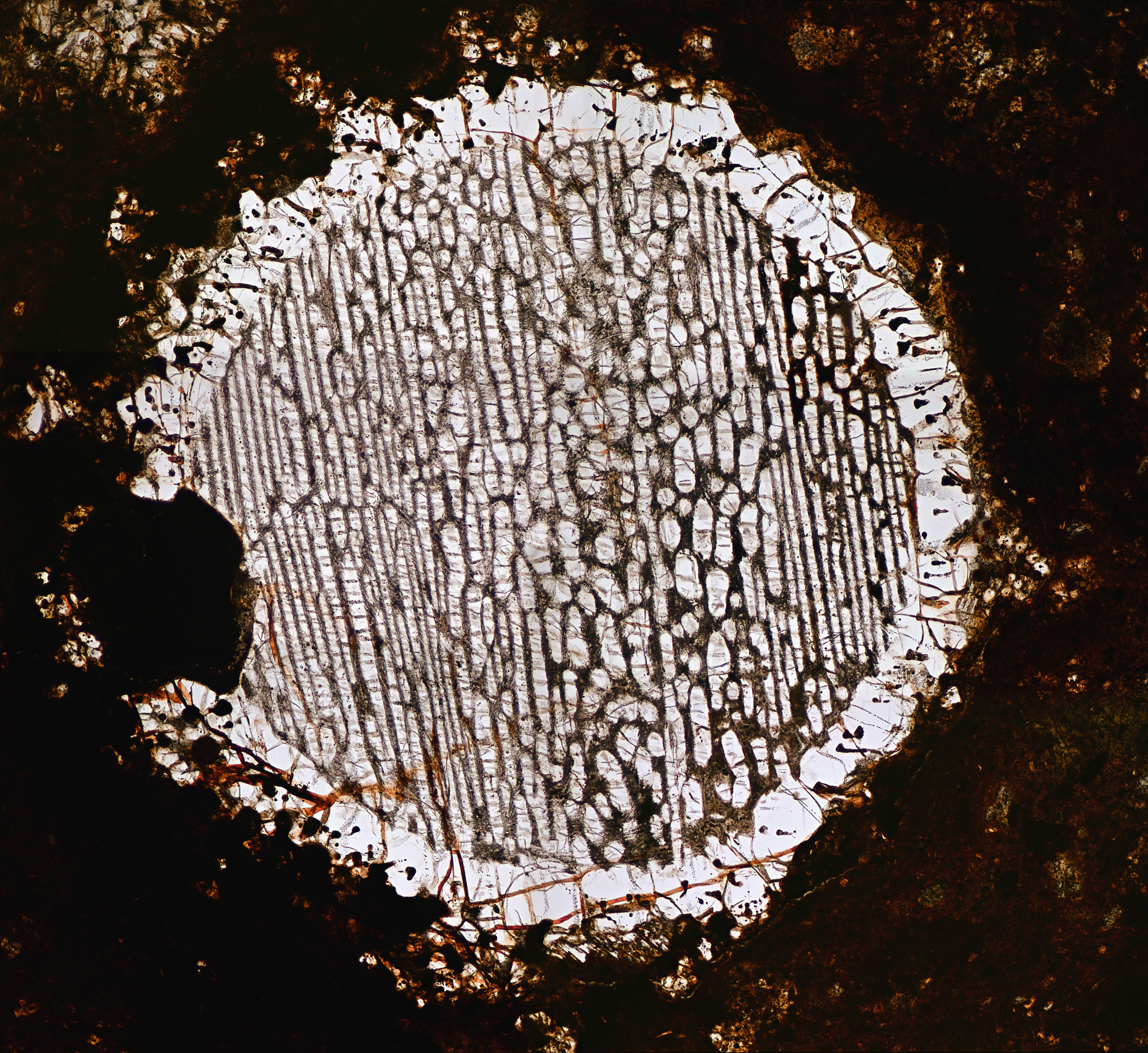
Balken-Olivin-Chondre (BO) im CV3-Chondriten NWA 5930

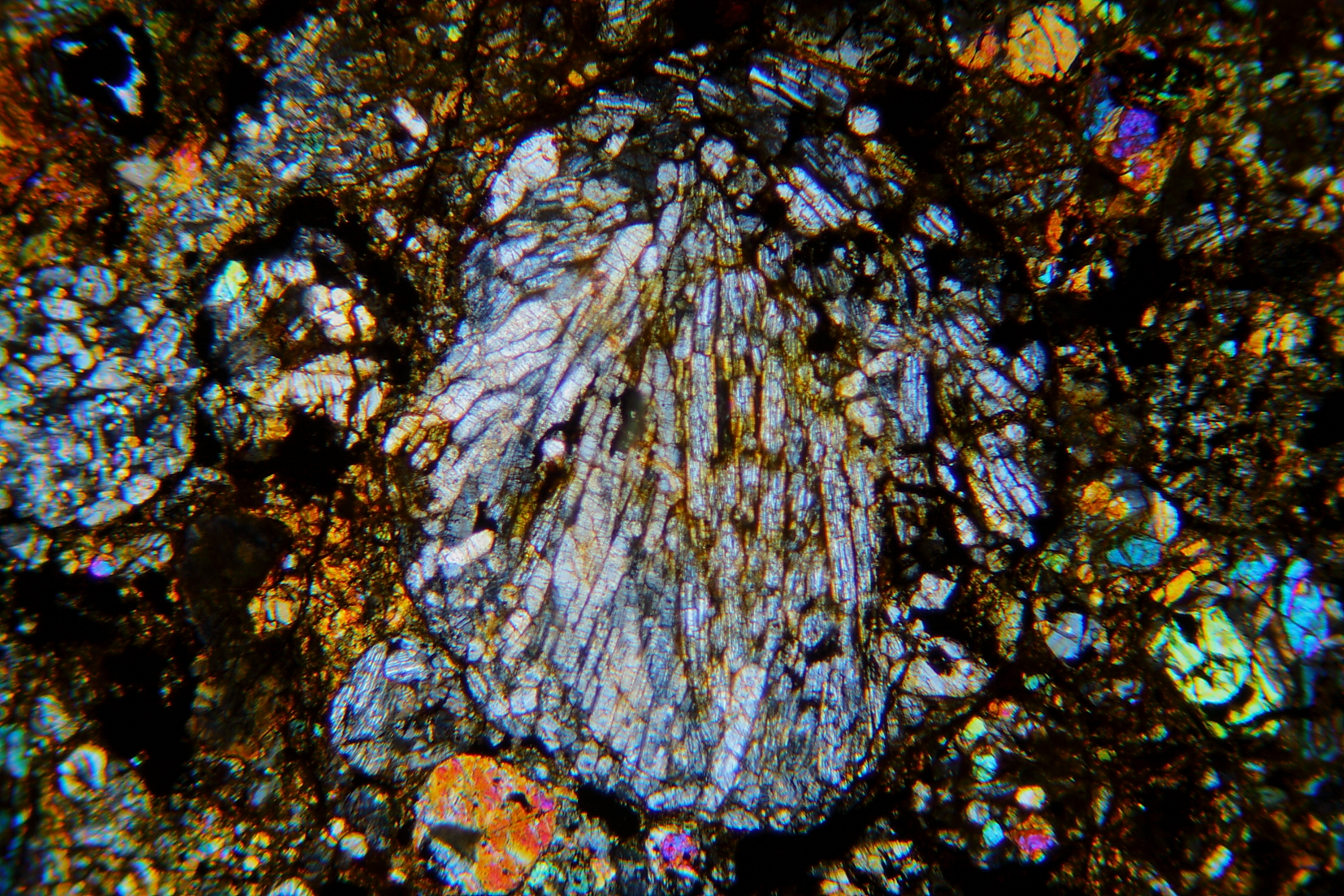
Radialstrahlige Pyroxenchondre (RP)

Chondren sind allgemein abgerundete, kristalline Partikel mit magmatischem Gefüge. Sie bestehen vorwiegend aus Olivin und an Calcium armen Pyroxen, enthalten aber auch winzige Körner von metallischem Eisen-Nickel und Sulfiden. Diese Bestandteile sind in ein feldspatreiches Glas oder in eine mikrokristalline Grundmasse eingebettet.
Chondren und Chondrenfragmente nehmen in CV-Chondriten durchschnittlich 44 bis maximal 55 Volumenprozent in Anspruch, können aber beispielsweise im Allende-Meteorit auf 30 Volumenprozent zurückgehen. Sie sind im Durchschnitt wesentlich größer als in allen anderen Chondriten – gewöhnlich liegt ihr Durchmesser zwischen 0,5 und 2,0 Millimeter, mit einem Durchschnittswert von 0,9 Millimeter. Einige erreichen sogar 4 bis 5 Millimeter – mit einer Rekordgröße von 25 Millimeter.
Die häufigste Chondrenart mit fast 94 % sind porphyrische Olivinchondren (engl. porphyritic olivin chondrules), abgekürzt PO. Sie bestehen aus kleinen, dicht gepackten, idiomorphen und hypidiomorphen Olivinkörnern von erstaunlich einheitlicher Größendimension. Etwa 10 % enthalten auch längliche Prismen von Klinoenstatit, erkennbar an polysynthetischer Verzwillingung, und sind daher porphyrische Olivin-Pyroxenchondren (engl. porphyritic olivine-pyroxene chondrules), abgekürzt POP. Zusammen mit diesen beiden Chondrenarten treten opake Metall-, Eisensulfid- und Magnetitkörner auf. Die Chondren werden von einem dunkelbraunen Saum aus Serpentinit umgeben, welcher ein wässriges Verwitterungsprodukt von Olivin mit anschließender Hydration darstellt. Mit dem Serpentinit vermischt sind opakes FeS und NiFe2S. Die Olivine innerhalb der Chondren bestehen nahezu aus reinem Forsterit (Fo94), größere Individuen können jedoch zoniert sein – mit etwas höherem Eisengehalt an ihren Rändern. Dies erklärt sich durch eine Reaktion mit der eisenreichen Grundmasse.
Die porphyrischen Olivinchondren werden oft auch noch in zwei Typen unterteilt, in Typus I und Typus II. Typus I umfasst sowohl PO- als auch POP-Chondren und kommt in reduzierten und oxidierten Chondriten vor. Typus II beschränkt sich auf reduzierte Chondriten. Reduzierte Chondriten des Typus I bestehen aus magnesiumreichen Olivin (in POs) zuzüglich niedrig-Ca Pyroxenen in POPs. Ihre Korngrößen bewegen sich zwischen 20 und 150 μm. Ihre Chondren werden von einer glasigen oder entglasten, feldspatreichen Mesostasis umgeben, welche zwischen 0,5 und 5 Volumenprozent an 5 bis 40 μm großen Tropfen metallischen Eisen-Nickels enthält. In vielen oxidierten Chondriten des Typus I erscheinen 50 bis 500 μm große opake Knollen. Sie enthalten Magnetit, der mit nickelreichem Metall (typischerweise Awaruit), Pentlandit und nur wenig Merrillit verwachsen ist.
Die in reduzierten Chondriten vorkommenden Typus II Chondren führen 20 bis 40 μm große eisenreiche Olivin-Phänokristalle, die von einer feinkörnigen Mesostasis umgeben werden. In diesem Chondrentyp taucht nur wenig oder gar kein metallisches Eisen-Nickel auf.
Nicht-porphyrische Balken-Olivin-Chondren (engl. barred olivine chondrules), abgekürzt BO, sind im Vergleich zu den porphyrischen Chondren mit bis zu 6 Volumenprozent recht selten. Die Balken sind entweder als Einzelkristall in optischer Kontinuität mit der Umrandung oder bestehen aus parallelen Prismen, die aber leicht unterschiedliche Orientierungen einnehmen und daher verschiedene Doppelbrechungen manifestieren. Alle Balken befinden sich in einer glasigen Mesostasis. Oft werden die Balkenolivine von einem Kranz aus nur wenig kompaktierten, winzigen Olivinkristallen umgeben, welche sich mit der Chondre in optischer Kontinuität befinden.
Noch seltener als die BOs sind die porphyrischen Pyroxenchondren (engl. porphyritic pyroxene chondrules), abgekürzt PP und die nicht-porphyrischen radialstrahligen Pyroxenchondren (engl. radial pyroxene chondrules), abgekürzt RP. Die PPs bestehen aus großen, an Calcium armen Pyroxenen, die eng gruppiert stehen und keine Ränder aufweisen. Mit weniger als 0,2 Volumenprozent sind sie sehr selten.
Die Häufigkeitsverteilung der Chondren lautet wie folgt: Typus-I (88 %), Typus-II (6 %), BOs (6 %), RPs (0,1 %) und Kryptokristalline (0,1 %). Zugegen sind noch seltene zusammengesetzte Objekte aus Chondren und CAIs und Aluminium-reiche Chondren (mit 15 % CAI-Fragmenten).
Abschließend seien noch die seltenen Anorthit-Forsterit-Spinell-Chondren (engl. anorthite-forsterite-spinel chondrules) erwähnt, welche so gut wie auf die CV-Gruppe beschränkt sind. Hierbei handelt es sich um sehr schön geformte, dunkelgraue Rundformen mit 0,1 bis 2,0 Millimeter Durchmesser. Sie besitzen einen feinkörnigen Kernbereich und einen etwas gröberen Außenbereich. Im Innenbereich finden sich weiße Anorthitprismen, die dann nach außen in immer gröbere, radial angeordnete Anorthitleisten übergehen. Zwischen diesen Leisten erscheint Olivin (Forsterit). Spinell (MgAl2O4 bildet winzige dunkle, opake Kristalle), die in der gesamten Chondre und auch in den Anorthitleisten auftreten.
Rund 50 % der CV-Chondren werden von feinkörnigen magmatischen Rändern mit einer durchschnittlichen Dicke von 200 bis 250 µm umrahmt, welche dem Matrixmaterial sehr ähneln, jedoch noch etwas feiner und auch poröser sein können. Ganz analoge Ränder haben sich auch um CAIs gebildet. Die Ränder unterlagen einer bedeutenden Aufschmelzung (um 80 %) und bauen sich vorwiegend aus idiomorphem bis hypidiomorphem Olivin ± niedrig-Ca-Pyroxen auf, enthalten sind ferner Rundtropfen metallischen Eisen-Nickels und/oder eine Mesostasis aus Sulfid und untergeordneten Feldspäten. Mafische Silikatkörner in den Rändern sind kleiner als die Phänokristalle der Chondren, jedoch größer als Chondren in der Grundmasse. Die Durchschnittszusammensetzungen der magmatischen Ränder ähneln aber mehr dem Grundmassenmaterial als den darin eingeschlossenen Chondren. Dies lässt darauf schließen, dass die Ränder aus gut-durchmischtem protoplanetaren Scheibenstaub entstanden waren. Analog zu CM-Chondriten könnten die Ränder aber durchaus auch schockkompaktiertes Matrixmaterial darstellen, welches um frei-schwebende Chondren akkretierte.

#### Calcium-Aluminium-reiche Einschlüsse

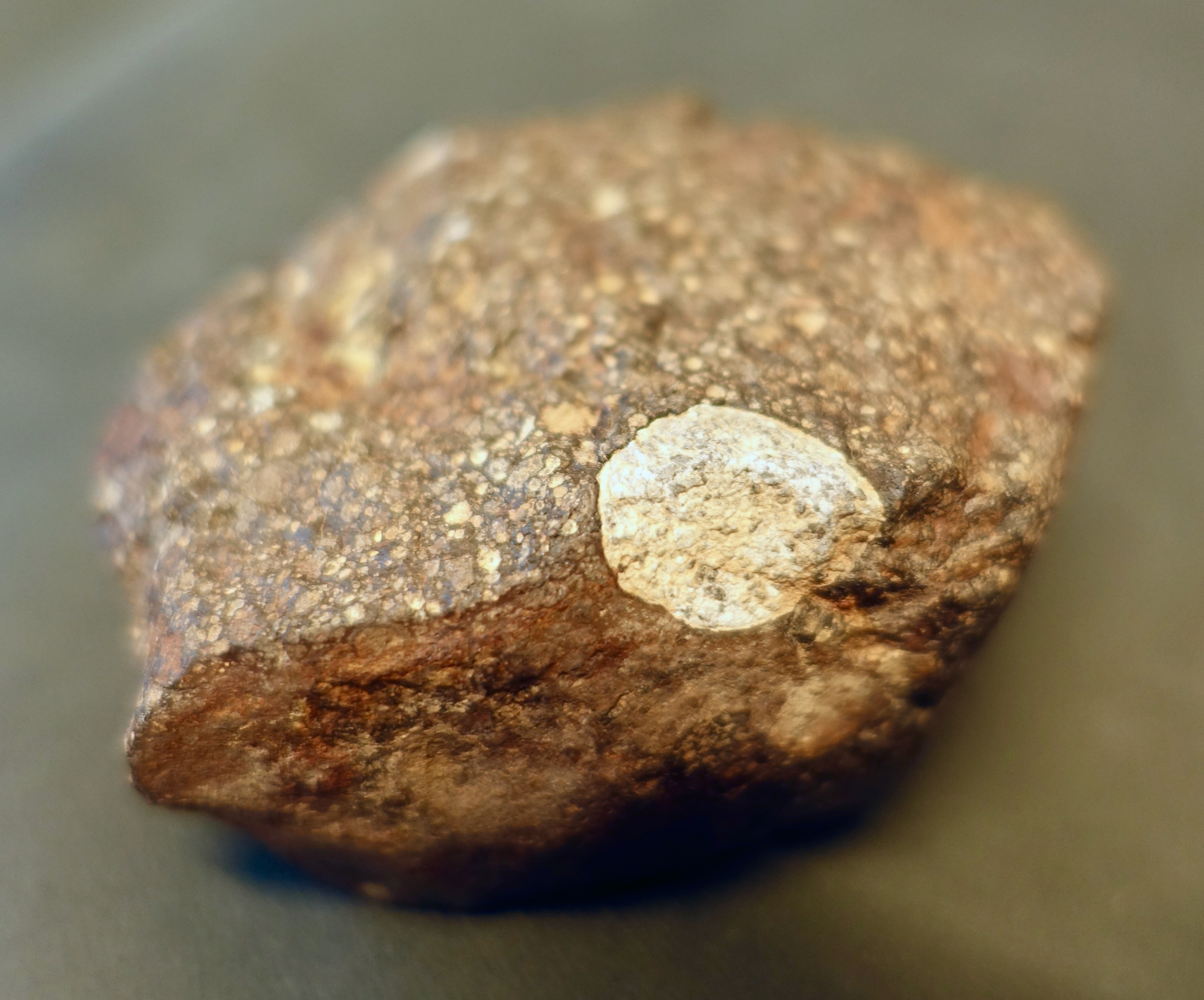
Etwa 16 Millimeter großer CAI-Einschluss im CV3-Meteoriten Northwest Africa 6702

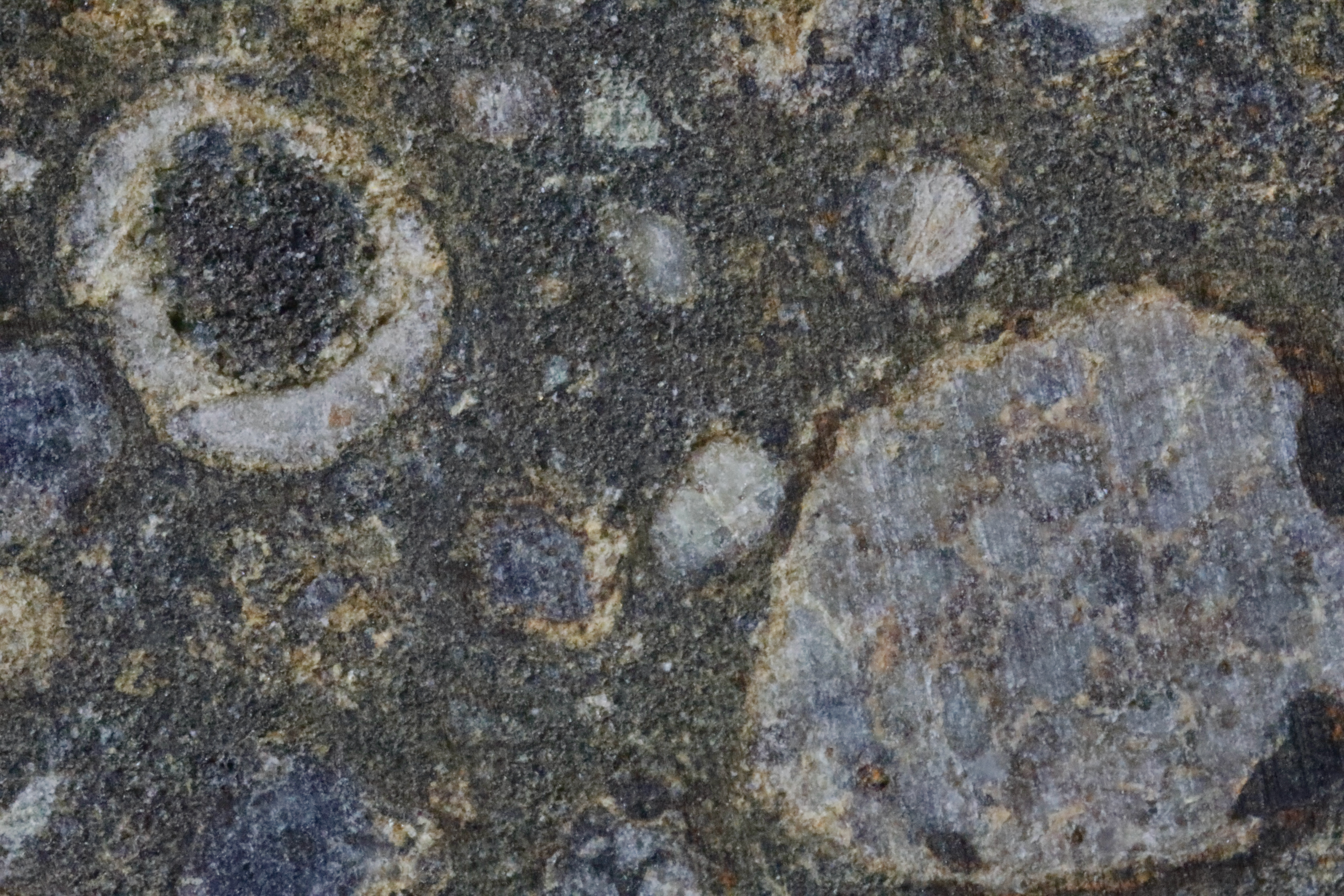
CAIs im CV3-Chondriten Northwest Africa 8722

Die hochrefraktären Calcium-Aluminium-reichen Einschlüsse (CAIs) sind wie ihr Name schon sagt, sehr reich an Calcium, Aluminium und Titan. Auf Bruchflächen heben sich CAIs deutlich von der dunklen Grundmasse als weiß- oder auch pinkfarbene, unregelmäßig geformte Massen ab. Es wird vermutet, dass es sich bei ihnen um die ersten Minerale handelt, welche aus dem sich abkühlenden Sonnennebel kondensierten. CAIs sind größer als die Mehrzahl der Chondren. Im Allende-Meteorit können sie 5 bis 10 Volumenprozent einnehmen.
CAIs sind entweder „nichtmagmatischen“ Ursprungs und werden als Evaporationsrückstände oder als feste Kondensate eines Gases betrachtet – oder sie sind „magmatischen“ Ursprungs und womöglich Schmelzkondensate.
Nach ihrem Gefüge können zwei Typen unterschieden werden:
- feinkörnige CAIs
- grobkörnige CAIs.

Die Korngröße der feinkörnigen CAIs beträgt oft weniger als 1 μm – zu feinkörnig selbst für das Lichtmikroskop. Ihre Kristallformen sind unregelmäßig und enden in Loben. Unter gekreuzten Polarisatoren zeigen sie so gut wie keine Doppelbrechung und weisen eine blaugrau-silbrige Farbtönung auf. Die grobkörnigen CAIs haben eine wesentlich höhere Korngröße und einige von ihnen besitzen offensichtlich Reaktionsränder.
Feinkörnige CAI-Einschlüsse sind porös und enthalten 1 bis 20 μm große Körner aus Spinell und Pyroxen. Die Einschlüsse sind meist unregelmäßig und ihre Dimension kann 10 Millimeter erreichen. Recht häufig sind Spinellknollen mit Wark-Lovering-Rändern, die überdies von feinkörnigen Akkretionsrändern umgeben werden.
Es können zonierte und unzonierte feinkörnige Varietäten unterschieden werden. Zonierte Objekte haben Kerne aus Spinell, Al-Ti-Diopsid, Anorthit, etwas Forsterit und manchmal auch akzessorischen Perowskit und Hibonit. Unzonierte Objekte sind kleiner und stark an Anorthit abgereichert.
Im Vergleich zu CI-Chondriten sind feinkörnige CAIs in CV-Chondriten an refraktorischen, lithophilen Elementen angereichert, aber an refraktorischen, siderophilen Elementen abgereichert.
Eine andere Typologie untergliedert CAIs wie folgt:
- kompakter Typus A (engl. compact type A oder abgekürzt CTA)
- flauschiger Typus A (engl. fluffy type A oder abgekürzt FTA)
- Typus B 1
- Typus B 2
- Typus B 3
- Typus C

Bei den CTAs handelt es sich um kompakte, sphärische Objekte in der Größenordnung wenige hundert μm bis rund 3 Millimeter. Am häufigsten ist Melilith mit gewöhnlich 80 bis 85 Volumenprozent, in Ausnahmefällen auch bis 100 Volumenprozent. Untergeordnet erscheinen Spinell, Perowskit, Fassait (Al-Ti-Diopsid) und Rhönit.
Die FTAs sind verdrehte, poröse Objekte, die überwiegend zwischen 3 und 30 Millimeter groß werden. FTAs oberhalb von 10 Millimeter sind aus mehreren Melilith-reichen Knollen zusammengesetzt, von denen viele individuellen CTAs ähneln. Jede der Knollen besitzt einen eigenen Wark-Lovering-Rand.
Die Einschlüsse vom Typus B 1 sind grobkörnige, kugelförmige Gebilde mit einem Melilithmantel, der einen Kernbereich aus Pyroxen, Spinell, Anorthit, metallischem Eisen-Nickel und kleinen Körnern aus Edelmetallen umschließt. Ihre Dimension kommt zwischen mehreren Millimetern und einigen Zentimetern zu liegen.
Die ebenfalls kugelförmigen Einschlüsse vom Typus B 2 unterscheiden sich vom Typus B 1 nur durch den fehlenden Melilithmantel. Ihre Kerne sind aber praktisch identisch mit den Kernen des Typus B 1.
Die seltenste B-Typus-Variante sind die Einschlüsse vom Typus B 3. Sie werden auch als FoBs bezeichnet (engl. Forsterite-bearing). Sie enthalten grobkörnigen Forsterit, zusammen mit Pyroxen, Spinell, Melilith und gelegentlich wenig Anorthit.
Die meist mehrere Millimeter großen Einschlüsse des Typus C sind Objekte reich an Plagioklas und Pyroxen, ihre magmatischen Gefüge sind poikilitisch und ophitisch. Sie enthalten grobkörnigen Fassait (Al-Ti-Diopsid) und etwas Spinell eingebettet in einer feinkörnigen Grundmasse aus Anorthit. Melilith tritt nur in Spuren auf oder fehlt ganz.
Schließlich seien innerhalb der CAIs noch die FUN-Einschlüsse angeführt. Das Acronym FUN leitet sich von der englischen Bezeichnung Fractionated and Unidentified Nuclear effects ab – zu Deutsch „fraktionierte und unererkannte nukleare Effekte“. Hierbei handelt es sich um Isotopenanomalien nicht-radiogenen Ursprungs. FUN-Einschlüsse variieren in ihrer Mineralogie und in ihrem Gefüge. Anscheinend enthielten sie bei ihrem Bildungsprozess nur wenig oder gar kein 26Al.
FUN-Einschlüsse weisen keinerlei 26Mg-Überschüsse auf. Hierfür gibt es drei wesentliche Erklärungen:
- die FUN-Einschlüsse bildeten sich nach dem vollständigen Zerfall von 26Al
- die Verteilung von 26Al im Sonnennebel war nicht homogen und die FUN-Einschlüsse entstanden in einem Bereich mit einem niedrigen Initialverhältnis 26Al/27Al
- die FUN-Einschlüsse sind älter als die hypothetische Injektion von 26Al in das Frühe Sonnensystem aus einer nahegelegenen Supernova oder durch die Explosion eines AGB-Sterns (engl. asympptotic giant branch star).[51]

Die Mineralogie der CAIs ist generell komplex und besteht zu einem wesentlichen Anteil aus hochrefraktären Oxiden wie Melilith, Spinell und Perowskit, sowie aus den Silikaten Klinopyroxen und Anorthit. Diese Mineralogie ist durchaus verwandt mit dem Aufbau der Anorthit-Forsterit-Spinell-Chondren. Hierzu gesellt sich eine längere Liste sehr ungewöhnlicher Minerale, die bisher nur in den CAIs auftreten. Ihr hochrefraktärer Charakter deutet darauf hin, dass sich diese Minerale bereits ganz am Anfang des Frühen Sonnensystems gebildet hatten und unter den Erstkondensaten zugegen waren. Dies konnte auch durch Datierungen bestätigt werden, wobei die bisher höchsten Alter im Sonnensystem zum Vorschein kamen – mit Ausnahme der noch älteren interstellaren Körner. Die Ränder mancher grobkörniger CAIs werden aus zwei Lagen von plattigen und lattenförmigen Olivinen (mit Fo50-95 im Allende-Meteoriten) und einer äußeren Lage aus Andradit (Granat) und Hedenbergit (Pyroxen) aufgebaut. Dies lässt erkennen, dass sie mit magnesiumreichen Olivinen eine Reaktion eingegangen waren. Letztere kondensierten auf ihnen, als die CAIs sich noch im geschmolzenen Zustand befanden.
In vollständigen CAIs sind fünf grundlegende Seltene-Erden-Muster vorhanden. Drei dieser Muster sind im Wesentlichen flach (d. h. unfraktioniert) und unterscheiden sich nur in ihrer Anreicherung bzw. Abreicherung der flüchtigen Seltenen Erden Europium und Ytterbium. Das Muster der Gruppe II zeigt Abreicherungen bei den refraktorischen (z. B. Holmium, Erbium) und den flüchtigen Seltenen Erden (Europium, Ytterbium). Es kann nur mittels fraktionierter Kondensation verwirklicht werden. Dieses Muster ist auch in einigen CAIs des Typus C anzutreffen und ist unter feinkörnigen, Spinell-reichen CAIs am verbreitetsten.
Modellvorstellungen zur Bildung der CAIs ziehen generell Kondensation, Aufschmelzen, Evaporation und Isotopenaustausch zu Hilfe. Die Ähnlichkeiten der Sauerstoffisotopenzusammensetzungen von CAIs in unterschiedlichen Chondritgruppen sowie ihre weite Verbreitung im Sonnensystem werden am besten durch Modelle erklärt, die den Bildungsort der CAIs in Sonnennähe sehen. Verschiedene Prozesse, wie beispielsweise Jets, turbulente Diffusion, gravitationelle Instabilitäten und Advektion (verursacht durch die viskose Ausdehnung der Nebelscheibe), transportierten sodann die CAIs zu unterschiedlichen heliozentrischen Entfernungen.
Die Mehrheit der grobkörnigen CAIs (ohne FUN-Einschlüsse) dürfte einen vergleichbaren Bildungsprozess aufweisen. Laut Alan E. Rubin (2012) besteht durchaus die Möglichkeit, dass es sich bei der Mehrzahl der in Sonnennähe gebildeten, ursprünglichen CAIs um CTA-Einschlüsse im Millimeterbereich handelte. Diese erwarben sodann nach oberflächlichem Aufschmelzen Wark-Lovering-Ränder und wurden durch den gesamten Sonnennebel verfrachtet.
Einige, mit Rändern versehene CTA-Einschlüsse verklumpten mit geringen Mengen mafischen Staubes, der an 16O angereichert war. Nach leichtem Aufschmelzen bildeten sich hieraus FTA-Einschlüsse. Manche CTA-Einschlüsse agglutinierten auch unterschiedliche Mengen an 16O-reichen Forsteritstaub (und eventuell auch etwas Anorthit). Diese prozessierten Objekte wurden nach intensivem Aufschmelzen und teilweiser Evaporation zu Einschlüssen des Typus B. Waren vor dem Aufschmelzen 10 bis 15 Volumenprozent Forsterit zugegen, so bildeten sich B2-Einschlüsse. Bei einem Forsteritgehalt von rund 25 Volumenprozent entstanden B3-Einschlüsse. Einige B2-Einschlüsse kollidierten mit Melilith-reichen CTAs und blieben an ihnen haften. Objekte, die späten hohen Temperaturen ausgesetzt waren, endeten als CAIs des Typus B1. Die Anwesenheit von reliktuellen CAIs des Typus B innerhalb von CAIs des Typus C interpretierten Alexander Krot und Kollegen (2007) dahingehend, dass Einschlüsse des Typus C sich durch das Aufschmelzen grobkörniger CAIs des Typus B gebildet hatten.

#### Olivinaggregate und AOAs
Olivinaggregate können in zweierlei Vergesellschaftungen vorkommen. Sie begleiten entweder olivinreiche Chondren, deren Saum sie bilden – oder sie erscheinen als amöboide Olivinaggregate (engl. amoeboid olivine aggregates, abgekürzt AOAs, oder auch amoeboid olivine inclusions, abgekürzt AOIs). Wie auch die Olivinchondren bestehen sie aus nahezu reinem Forsterit. Ihren Namen erhielten die AOAs von den in die Matrix hineinragenden, pseudopodienartigen Ausbuchtungen. Sie sind oft elliptisch mit einem Kleindurchmesser von 0,8 Millimeter. Ihre Größenordnung variiert generell zwischen 0,1 und 10 Millimeter, mit einem Durchschnittswert von ungefähr 3 Millimeter. AOAs sind gewöhnlich unregelmäßige, poröse Gebilde in Lobenform.
In den Aggregaten eingeschlossen finden sich kugelförmige Zusammenballungen von Hochtemperaturoxiden und Silkaten wie Melilith. Die Aggregate liefern keinerlei Hinweise für Aufschmelzen – vielmehr akkretierten sie an den Zusammenballungen und konsolidierten innerhalb der Grundmasse.
Die Aggregate verteilen sich mehr oder weniger auf die Grundmasse. Aufgebaut werden sie in unveränderten CV-Chondriten von Kristallen im Mikrometerbereich, vorwiegend aus forsteritischem Olivin (Fo97-99), es können aber auch geringere Mengen an Calcium-Pyroxen, Anorthit und Feldspatvertretern zugegen sein. Akzessorisch treten auf: metallisches Eisen-Nickel und Perowskit, manchmal auch Spinell ± Calcium-Pyroxen ± Melilith.
In den nur schwach metamorphosierten kohligen Chondriten bestehen die Aggregate hauptsächlich aus Forsterit und untergeordnet Diopsid, Anorthit und manchmal auch etwas Spinell. Jedoch werden Olivine und Spinelle mit zunehmender Alteration bzw. Metamorphose FeO-reicher. Manche AOAs umschließen auch kleine CAIs mit Wark-Lovering-Rändern.
Mineralkörner im Inneren der AOAs werden typischerweise nur 1 bis 20 µm groß. Darüber legt sich ein 10 bis 80 µm dicker Rand aus etwas gröberen Olivinkörnern (20 bis 130 µm im Durchmesser), die 120°-Winkel ausbilden können. Laut Rubin (2013) bildeten sich diese Ränder durch blitzartiges (engl. flash-melting) Aufschmelzen von porösen, vormals die AOA-Kerne umgebenden Olivinrändern.

#### Dunkle Einschlüsse
Dunkle Einschlüsse (engl. dark inclusions), abgekürzt DIs, sind in CV3-Chondriten relativ häufig. Sie dürften wohl die rätselhaftesten aller Einschlüsse darstellen. Es handelt sich um Matrix-reiche, lithische Klasten, deren Dimension sich im Millimeter- bis Zentimeterbereich bewegt. Oft waren sie einer starken wässrigen Alteration ausgesetzt. Im angesägten Zustand erscheinen sie eckig und sind wesentlich größer als Chondren. Fürs Auge wirken sie feinkörnig und bar jeder Merkmale. Unter dem Mikroskop lassen sich aber sehr kleine, in etwa gleichförmige Chondren mit einem Durchmesser von 0,1 Millimeter und weniger erkennen. Rein oberflächlich ähneln DIs Chondrenfragmenten von CO-Chondriten (CO3). Die umgebende Grundmasse zeigt gelegentlich Anzeichen von Alteration, die auf eine wässrige Alteration des Mutterkörpers zurückzuführen sein dürfte. Die Zusammensetzung der DIs ist nahezu identisch mit der Grundmasse der CV3-Chondriten.
Es werden zwei Arten von Dunklen Einschlüssen unterschieden:
- der Typus A enthält kleinere und weniger Chondren und CAIs als das Wirtsgestein.
- der Typus B ist stark alteriert und weist keinerlei Chondren und CAIs mehr auf. An ihre Stelle treten Aggregate von recht feinkörnigem, eisenreichen Olivin, der wahrscheinlich Chondren pseudomorph ersetzt hat. Diese Aggregate werden ihrerseits von sehr kleinen Olivinkörnern umringt. Manche Dunkle Einschlüsse werden auch von feinkörnigen, Matrix-artigen Rändern umgeben.[58]

Mittels der Jod-Xenon-Datierung konnte aufgezeigt werden, dass die Alteration in einigen Dunklen Einschlüssen bereits vor den Veränderungen in den Wirtsgesteinen erfolgt war. Es besteht daher die Möglichkeit, dass einige der Dunklen Einschlüsse Fremdkörper sind, welche am Mutterkörper akkretierten. Dem widersprechen jedoch die recht wenigen, bisher an Dunklen Einschlüssen gemachten Sauerstoffisotopenmessungen.

#### Eisen-Nickel-Legierungen und Sulfide
Gestalt und Auftreten von Metallkörnern in Kohligen Chondriten sind generell recht bezeichnend, meist sind sie abgerundet oder eiförmig mit etwas angerauhten Oberflächen. Sie erscheinen in Chondriten in zwei Typen – einmal Metallkörner aus hochschmelzenden Elementen (wie Iridium, Osmium, Rubidium, Molybdän, Wolfram und Rhenium), die mit CAIs assoziiert sind sowie andererseits Metallkörner, die vorwiegend aus Eisen, Kobalt und Nickel bestehen und mit Chondren vergesellschaftet sind. Die meisten der hochschmelzenden Metallkörner wurden in CAIs des Allende-Meteoriten untersucht. Die metallischen Eisen-Nickel-Körner in C3-Chondriten wie Allende enthalten typischerweise Konzentrationen von 0,1 bis 1,0 % an Chrom, Silicium und Phosphor.
Im Allende-Meteoriten bestehen die meisten Metallkörner (mit rund 0,5 Gewichtsprozent) aus Awaruit, eine dem Taenit ähnliche Eisen-Nickel-Legierung. Untergeordnet finden sich auch Metallkörner unter den opaken Bestandteilen der Grundmasse, begleitet von Pentlandit und Troilit. Im Allende-Meteorit führen selbst die Grundmassenolivinkörner reichlich an Pentlanditeinschlüssen, zusätzlich begleitet von Magnetit. In porphyritischen Olivinchondren (POs) finden sich gewöhnlich fein verteilte, opake Körner aus Eisen-Nickel-Legierung, Eisensulfid und Magnetit.

#### Organischer Kohlenstoff
Der Allende-Meteorit enthält in seiner Grundmasse organischen Kohlenstoff (Corg), jedoch mit 0,29 Gewichtsprozent recht wenig. Hierbei handelt es sich aber um keinen, durch biogene Prozesse erzeugten Kohlenstoff.

### Präsolare Körner
Wie bereits angedeutet können CV-Chondriten auch präsolare Körner enthalten. Ein Beispiel hierfür ist der reduzierte kohlige CV3-Chondrit Roberts Massif 04133 (RBT 04133). In ihm erreichen die präsolaren Körner eine Häufigkeit von rund 250 ppm. Als Körner sind vertreten Siliciumcarbid (SiC), Graphit, Silikate und Oxid. Die Größe der Körner schwankt zwischen 200 (SiC) und 650 Nanometer (Silikat). SiC-Körner gehören wahrscheinlich zur Gruppe Y, eventuell auch zur Gruppe X. Y-Körner stammen aus AGB-Sternen mit relativ geringen Metallizitäten, X-Körner werden jedoch Kernkollaps-Supernovae des Typus II zugeordnet. Bei den Silikaten sind Körner der Oxid-Gruppe 1 zugegen. Ihr Ursprungsort ist wahrscheinlich in sauerstoffreichen und niedrigmassigen Roten Riesen bzw. RGB-Sternen (engl. Red Giant Branch stars) sowie in AGB-Sternen niedriger Masse (M☉ ≤ 2) zu suchen. Je ein Oxid- und ein Silikatkorn gehören zur Gruppe 3. Die Gruppe 3 ist hervorgegangen aus Roten Riesen und AGB-Sternen mit niedriger Metallizität und kleiner Sonnenmasse (M☉ ≤ 1,2), hat aber außerdem einen geringen Beitrag an Kernkollaps-Supernovae (CCSN) aufzuweisen.
Wichtig ist hierbei das generelle Vorkommen von Silikaten, die sonst nur in primitiven Chondriten angetroffen werden.

## Umwandlungen
CV-Chondrite unterlagen wässriger Alteration, Eisen-Alkali-Halogen-Metasomatose und thermischer Metamorphose – wobei diese Umwandlungsprozesse nicht deutlich umrissen und voneinander abgetrennt werden können.
Oxidierte CV-Chondrite erfuhren Alterationen bereits auf ihrem Asteroiden-Mutterkörper, reduzierte CV-Chondrite kommen daher der ursprünglichen, am wenigsten beeinflussten Zusammensetzung am nächsten.
Während der Umwandlungen ereigneten sich eine Vielzahl mineralogischer Reaktionen:
- an Nickel abgereichertes metallisches Eisen wurde oxidiert und zu Sulfiden umgewandelt – es entstanden Magnetit, an Nickel angereichertes metallisches Eisen und Sulfide
- primäre Phasen wurden einer Eisen-Alkali-Halogen-Metasomatose unterzogen und es bildeten sich Nephelin, Sodalith, Wollastonit, Hedenbergit, Andradit und andere
- wasserfreie Silikate wurden zu Phyllosilikaten umgewandelt.

In den Allendeartigen, oxidierten Chondriten entstanden eisenreiches Olivin, Nephelin, Sodalith, Magnetit und nickelreiche Sulfide. Wahrscheinlich waren auch Phyllosilikate gebildet worden, diese wurden aber später durch thermische Metamorphose wieder zerstört. In den ebenfalls oxidierten Baliartigen bildeten sich Fayalit, Calcium-Eisen-Pyroxene, Phyllosilikate, Andradit, Magnetit und nickelreiche Sulfide.
Thermische Metamorphose verursacht irreversible Veränderungen im strukturellen Aufbau, im Gefüge und in der Zusammensetzung von organischer Materie. Bonal und Kollegen (2006) analysierten organische Materie in einer Reihe von CV-Chondriten mittels Raman-Spektroskopie und errichteten eine Skala thermischer Metamorphose. Ihre metamorphen Subtypen reichen hierbei von CV 3.1 (Kaba-Meteorit) bis CV größer 3.6 (Allende-Meteorit). Als Ergebnis fanden sie, dass Metamorphose bedingte Veränderungen zum Großteil unabhängig von wässrigen Alterationen ablaufen. Der Mokoia-Meteorit (eine Brekzie aus allendeartigen und baliartigen Lithologien) besitzt Olivin von heterogener Zusammensetzung, die auf wässrige Alteration zurückzuführen ist, hat aber gleichzeitig auch einen hohen Metamorphose-Subtyp von 3.6. Dementsprechend war die wässrige Alteration im Mokoia-Meteorit erst nach dem Metamorphose-Peak erfolgt (wäre die wässrige Alteration der thermischen Metamorphose vorhergegangen, so wären die Heterogenitäten in der Zusammensetzung der Olivine weitaus geringer gewesen). Im Gegensatz zu Mokoia wurde der oxidierte Allende-Meteorit erst nach der wässrigen Alteration metamorphosiert – wodurch die meisten seiner Phyllosilikate zerstört wurden.
Gary R. Huss und Kollegen (2006) benutzten Bonal's Subtypen, die Charakteristiken präsolarer Körner und die Gasentweichungsprofile präsolarer Diamanten, um die metamorphen Temperaturen verschiedener CV3-Chondriten abzuschätzen: sie fanden für Leoville zirka 250 °C, für Vigarano, Mokoia, Kaba und Efremovka 300 bis 400 °C, für Grosnaja rund 500 °C und für Axtell und Allende 550 bis 600 °C.
Die Anwesenheit von Phyllosilikaten in baliartigen CV-Chondriten gibt zu erkennen, dass die Alteration des Mutterkörpers mittels einer wässrigen Flüssigkeit erfolgt war. Das Wasser stammt hierbei entweder aus Eis, das zusammen mit Silikaten jenseits der Eislinie zu CV-Asteroiden akkretiert war, oder aus Phyllosilikaten der Nebelscheibe. Die Phyllosilikate waren während der Chondrenbildung entstanden, als flüchtige lithophile Elemente mit Wasser des umgebenden Gases in Reaktion traten.
Die hydrothermalen Aktivitäten – Vorbedingung der wässrigen Alteration von CV-Chondriten – wurden entweder durch internes oder kollisionsbedingtes Aufheizen erleichtert. Die internen Ursachen gehen dabei auf den radioaktiven Zerfall von 26Al zurück, welcher möglicherweise den Flüßigkeitsfluss zur Asteroidenoberfläche über einen Temperaturgradienten antrieb. Gleichermaßen ist ein durch den Zerfall angetriebener konvektiver Wasserfluss durch Risse und Poren in einem permeablen Körper denkbar.
Die Wassermobilisierung geht vielleicht auch auf Impaktereignisse zurück – wodurch Eis geschmolzen und verdampft wurde und Phyllosilikate dehydriert wurden.
Laut Alan Rubin (2012) besitzen viele reduzierte und baliartige Chondrite ein petrologisches Gefüge (engl. petrofabrics), das aber bei Allendeartigen so gut wie nicht vorhanden ist. Fast alle CV-Chondrite mit petrologischem Gefüge unterlagen der Schockstufe S3 bis S4, wohingegen die Gefügelosen nur die Schockstufe S1 aufweisen. Die reduzierten und Baliartigen wurden geschockt, zerbrachen und bildeten ein petrologisches Gefüge heraus. Dem entgingen die Allendeartigen und können daher auch kein Gefüge vorweisen.
Die oxidierten CV-Untergruppen haben mit 20 bis 28 % wesentlich höhere Porositäten als die reduzierten Untergruppen, die nur 0,6 bis maximal 8 % an Porosität erreichen. Die oxidierten Untergruppen waren aus hochporösem Material hervorgegangen, welches nach Wassermobilisierung die wässrige Alteration begünstigte. Die reduzierten CV-Chondrite sind womöglich aus niedrig-porösem Material entstanden, das nach der Wassermobilisierung die Alteration unterband. Es ist aber auch denkbar, dass dem Vorläufermaterial der reduzierten CV-Chondriten ein enormer Schock unterlief, der die gesamte Porosität und Permeabilität zunichtemachte und sämtliches intergranulares Wasser oder Eis verdampfte.

## Chemische Zusammensetzung

### Elemente
Laut Lodders (2021) nehmen die 8 häufigsten Elemente (mit mehr als 1,0 Gewichtsprozent – Sauerstoff, Eisen, Silicium, Magnesium, Schwefel, Calcium, Aluminium und Nickel) allein bereits 97,99 Gewichtsprozent ein. Die folgenden 13 Elemente oberhalb 0,01 Gewichtsprozent (Kohlenstoff, Chrom, Natrium, Wasserstoff, Mangan, Phosphor, Titan, Kobalt, Kalium, Chlor, Stickstoff, Zink und Kupfer) steuern ihrerseits weitere 1,9832 Gewichtsprozent bei. Diese 21 Elemente ergeben also insgesamt 99,9732 Gewichtsprozent. Sämtliche übrigen Elemente teilen sich somit die verbliebenen 0,0268 Gewichtsprozent bzw. 2680 ppm. Bedeutende Spurenelemente hierunter sind Vanadium, Fluor, Germanium, Strontium und Scandium.

#### Sauerstoff
Sauerstoff ist generell das beherrschende Element in Kohligen Chondriten. Es ist mit 36,78 Gewichtsprozent (bzw. 367 800 ppm) das häufigste Element unter den CV-Chondriten. Dies ist aber der zweitniedrigste Wert innerhalb der Kohligen Chondrite, nur CO-Chondrite liegen mit 36,42 Gewichtsprozent noch etwas niedriger. Zum Vergleich: Die Spitzenposition mit 45,384 Gewichtsprozent halten CI-Chondrite.

#### Eisen
Eisen hat eine Konzentration von 23,60 Gewichtsprozent und liegt an zweiter Stelle. Unter Kohligen Chondriten ist dies der dritthöchste Wert – nach CO-Chondriten (24,80 Gewichtsprozent) und CR-Chondriten (23,77 Gewichtsprozent).

#### Silicium
Das dritthäufigste Element ist Silicium. Mit einer Konzentration von 15,90 Gewichtsprozent nimmt es unter den Kohligen Chondriten den ersten Rang ein – dicht gefolgt von CO- und CK-Chondriten mit jeweils 15,80 Gewichtsprozent.

#### Magnesium
Magnesium als vierthäufigstes Element hat eine Konzentration von 14,70 Gewichtsprozent. Es nimmt unter den Kohligen Chondriten den ersten Platz ein – dicht gefolgt von CK- (14,60 Gewichtsprozent) und CO-Chondriten (14,50 Gewichtsprozent).
Diese ersten vier Elemente nehmen allein bereits 90,98 Gewichtsprozent in Anspruch. Sie indizieren eine Olivin-Pyroxen-Mineralogie.

#### Schwefel
Schwefel setzt sich mit 2,12 Gewichtsprozent bereits stark von den ersten vier Elementen ab. Schwefel von CV-Chondriten befindet sich im Mittelfeld der Kohligen Chondrite. Spitzenreiter sind eindeutig CI-Chondrite mit 5,36 Gewichtsprozent.

#### Calcium
Calcium steht mit 1,80 Gewichtsprozent an sechster Stelle. Unter den Kohligen Chondriten besitzt es die höchste Konzentration – noch vor CK-Chondriten mit 1,63 Gewichtsprozent.

#### Aluminium
Es folgt auf Rang sieben Aluminium mit 1,69 Gewichtsprozent. Unter den Kohligen Chondriten ist dies die höchste Konzentration – die folgenden CK-Chondrite haben nur noch 1,53 Gewichtsprozent.

#### Nickel
Nickel hat eine Konzentration von 1,40 Gewichtsprozent und folgt dicht hinter CO-Chondriten mit 1,41 Gewichtsprozent. Als achtes Element schließt es die Konzentrationen oberhalb 1,0 Gewichtsprozent ab.

#### Kohlenstoff
Kohlenstoff als neuntes Element hat nur noch eine Konzentration von 0,49 Gewichtsprozent. Dies ist im Vergleich zu anderen Kohligen Chondriten sehr niedrig. Dieser Wert wird von CO-Chondriten geteilt. CK-Chondrite sind mit 0,10 Gewichtsprozent extrem niedrig. Im Vergleich: den höchsten Wert besitzen CI-Chondrite mit immerhin 4,13 Gewichtsprozent Kohlenstoff.

#### Chrom
An zehnter Stelle folgt Chrom mit 0,36 Gewichtsprozent. Unter Kohligen Chondriten stellt dies den dritthöchsten Wert dar – hinter CR- (0,364 Gewichtsprozent) und CK-Chondriten (0,362 Gewichtsprozent).

#### Natrium
Als elftes Element weist Natrium eine Konzentration von 0,34 Gewichtsprozent auf. Ein relativ niedriger Wert innerhalb der Kohligen Chondrite, die in einem Streubereich von 0,25 (CR-Chondrite) bis 0,51 Gewichtsprozent (CI-Chondrite) angesiedelt sind.

#### Wasserstoff
Wasserstoff bildet mit einer Konzentration von 0,28 Gewichtsprozent das zwölfthäufigste Element in CV-Chondriten. Ein sehr niedriger Wert, nur CO-Chondrite sind mit 0,10 Gewichtsprozent noch niedriger Konzentriert. CI-Chondrite weisen immerhin 1,86 Gewichtsprozent an Wasserstoff auf.

#### Mangan
An 13. Stelle folgt sodann Mangan mit 0,147 Gewichtsprozent. Dies ist ebenfalls recht niedrig und wird nur noch von CK-Chondriten mit 0,144 Gewichtsprozent unterboten. Den höchsten Wert nehmen auch hier CI-Chondrite mit 0,1896 Gewichtsprozent ein.

#### Phosphor
Phosphor hat 0,11 Gewichtsprozent. Dieser Wert wird von CK-Chondriten geteilt. Geringfügig höher konzentriert sind nur noch CO-Chondrite mit 0,115 Gewichtsprozent.
Die folgenden sieben Elemente liegen alle bereits unter einer Konzentration von 0,1 Gewichtsprozent bzw. 1 Promill.

#### Titan
Titan weist eine Konzentration von 0,085 Gewichtsprozent auf. Unter den Kohligen Chondriten ist dies der höchste Wert.

#### Kobalt
Die Konzentration von Kobalt befindet sich bei 0,064 Gewichtsprozent. Dies ist nach CO-Chondriten (0,068 Gewichtsprozent) zusammen mit den CR-Chondriten der zweithöchste Wert.

#### Kalium
Kalium erscheint mit 0,031 Gewichtsprozent. Zusammen mit CR-Chondriten ist dies der höchste Wert unter Kohligen Chondriten.

#### Chlor
Die Konzentration von Chlor beträgt 0,028 Gewichtsprozent. Der Chlorgehalt schwankt zwischen 0,023 Gewichtsprozent in CK-Chondriten und 0,0717 Gewichtsprozent in CI-Chondriten.

#### Stickstoff
Stickstoff besitzt eine Konzentration von 0,026 Gewichtsprozent. Dies ist nach CK-Chondriten mit nur 0,006 Gewichtsprozent der zweitniedrigste Wert unter Kohligen Chondriten. In CI-Chondriten finden sich immerhin 0,25 Gewichtsprozent Stickstoff.

#### Zink
Zink hat nur noch eine Konzentration von 0,0113 Gewichtsprozent. Höher konzentriert sind CM- (0,0177 Gewichtsprozent) und vor allen Dingen CI-Chondrite (0,0311 Gewichtsprozent).

#### Kupfer
Das letzte und 21. Element in dieser Aufreihung ist Kupfer mit 0,0109 Gewichtsprozent. Bei einer Streubreite von 0,0086 (CR-Chondrite) bis 0,0130 (CI-Chondrite) Gewichtsprozent ist dies ein durchschnittlicher Wert.

## Isotopen

### Sauerstoffisotopen
Bei den Sauerstoffisotopen bewegen sich CV-Chondriten generell zwischen − 9 und 0 ‰ SMOW für δ17O (bzw. enger umrissen zwischen − 5 und − 2,5 ‰ SMOW) und zwischen − 4 und + 6 ‰ SMOW für δ18O (bzw. enger umrissen zwischen − 3 und + 4 ‰ SMOW). Sie kommen dabei entlang der CCAM-Linie (engl. carbonaceous-chondrite-anhydrous-minerals oder abgekürzt CCAM) zu liegen, welche eine Steigung von rund 0,95 bis 1,0 aufweist.
Die Minerale Spinell und Pyroxen sind am stärksten in 16O angereichert, Anorthit und Melilith weniger. Oxidierte Sekundärphasen von CV-Chondriten, welche sich während wässriger Alterationen gebildet hatten (beispielsweise Sodalith, Nephelin, Andradit und Ca-Fe-Pyroxen) zeigen keinerlei Anreicherung an 16O.
Die Sauerstoffisotopen von FUN-Einschlüssen liegen jedoch nicht auf der CCAM-Linie. Sie besitzen höhere δ18O-Werte und liegen auf Massenfraktionierungslinien, die in der CCAM-Linie verankert sind. Ihre Isotopenwerte sind eventuell auf eine komplizierte Abfolge von Prozessen zurückzuführen – hierunter Schmelzdestillation, Isotopenfraktionierung nach den Rayleigh-Gleichungen und Austauschprozesse mit an 16O abgereicherten Sonnennebelgas.
Kohlige Chondriten manifestieren generell eine starke Abweichung von der Terrestrischen Fraktionierungslinie (engl. terrestrial fractionation line oder TFL) und plotten entlang der CCAM-Linie. Die Terrestrische Faktionierungslinie ist der geometrische Ort der Massenfraktionierung der Sauerstoffisotopen mit der Steigung 0,5 im δ17O/δ18O-Diagramm. Kohlige Chondriten sind jedoch im Diagramm weit verstreut, wobei CV3-Chondrite die größten Abweichungen aufweisen. Sie sind im Vergleich zu den anderen beiden Sauerstoffisotopen an 16O angereichert. Es wird vermutet, dass dieses 16O von außerhalb des Sonnensystems stammt und mittels einer Supernovaexplosion injiziert wurde. Die Sauerstoffisotopenzusammensetzung der CV-Meteoriten wird folglich aus der Vermischung zweier Komponenten aufgebaut: einmal die Komponente Sauerstoffisotopen der Sonnensystemmaterie und andererseits die Komponente nahezu reines 16O als Resultat der Nukleosynthese einer benachbarten Sternenexplosion, die sowohl 17O als auch 18O weitestgehend zerstört hatte.

## Datierung
Die ältesten Objekte innerhalb des Sonnensystems sind die in Chondriten eingeschlossenen CAIs. Sie sind maximal 4568,7 Millionen Jahre alt. Der Zeitraum ihrer Entstehung war kurz und dauerte wahrscheinlich nicht mehr als 20.000 bis 50.000 Jahre. Älter sind nur noch präsolare Körner.